# Dream Girls (nhóm nhạc)
Dream Girls là nhóm nhạc nữ của Đài Loan được thành lập năm 2011. Nhóm bao gồm các thành viên Song Mi-jin, Lý Dục Phân và Quách Tuyết Phù.

## Thành viên
| Tên thành viên  | Ngày sinh        | Quốc tịch |
| --------------- | ---------------- | --------- |
| Song Mi-jin     | 23 tháng 3, 1983 | Hàn Quốc  |
| Lý Dục Phân     | 11 tháng 5, 1985 | Đài Loan  |
| Quách Tuyết Phù | 30 tháng 6, 1988 | Đài Loan  |

## Danh sách đĩa nhạc

### Album đĩa mở rộng
| Album   | Thông tin album                                                                                           | Danh sách các phần |
| ------- | --- | --- |
| Đầu tay | Đĩa mở rộng đầu tay 《美夢當前》 - Ngày phát hành: Ngày 8 tháng 4 năm 2011 - Ngôn ngữ: Tiếng Quan thoại   | Danh sách bài hát - Đĩa CD: 1. I'm your dreamgirl 2. 流淚也要美 3. 軟弱 - Đĩa DVD: 1. 流淚也要美 (MV) 2. 软弱 (MV) 3. Dream Girls 「築夢」計劃 |
| Thứ 2   | Đĩa mở rộng thứ 2 《Girl's Talk》 - Ngày phát hành: Ngày 7 tháng 12 năm 2012 - Ngôn ngữ: Tiếng Quan thoại | Danh sách bài hát - Đĩa CD: 1. Dying For Love 2. Don't stop the music 3. 因為有妳在 4. 愛情微波爐 5. 讓你走                                    |

### Album LP
| Album   | Thông tin album                                                                                  | Danh sách các phần |
| ------- | ------------------------------------------------------------------------------------------------ | --- |
| Đầu tay | LP đầu tay 《美麗頭條》 - Ngày phát hành: Ngày 27 tháng 12 năm 2013 - Ngôn ngữ: Tiếng Quan thoại | Danh sách bài hát - Đĩa CD: 1. 美麗頭條 2. 聽你說 3. 雪人的眼淚 (Quách Tuyết Phù hát đơn) 4. 我跟她們不一樣 (Lý Dục Phân hát đơn) 5. 再見我愛你 (Song Mi-jin hát đơn) 6. 隨風而過 7. Amazing 8. 聽說愛情回來過 9. 來得及愛你 (Lý Dục Phân hát đơn)【濤女郎主題曲】 10. Whatever (美麗頭條 bản tiếng Hàn) |

## Các chuyến lưu diễn và hòa nhạc
| Ngày                      | Tên                                   | Địa điểm                    |
| Ngày 6 tháng 8 năm 2011   | 臺北親水節水岸 LOVERS 迷戀演唱會      |                             |
| Ngày 27 tháng 11 năm 2011 | MTV封神榜演唱會                       |                             |
| Ngày 10 tháng 12 năm 2011 | 新竹公益演唱會                        | Thành phố Tân Trúc          |
| Ngày 31 tháng 12 năm 2011 | 2012台中市跨年晚會                    | Thành phố Đài Trung         |
| Ngày 31 tháng 12 năm 2011 | 2012龍來台南跨年晚會                  | Thành phố Đài Nam           |
| Ngày 31 tháng 12 năm 2011 | 2012新竹縣跨年晚會                    | Thành phố Tân Trúc          |
| Ngày 18 tháng 8 năm 2012  | MTV封神榜演唱會                       |                             |
| Ngày 31 tháng 12 năm 2012 | 2013台中跨年晚會 就是要這Young        | Thành phố Đài Trung         |
| Ngày 31 tháng 12 năm 2012 | 2013 高雄跨年晚會 不思議港都跨年夜    | Thành phố Cao Hùng          |
| Ngày 31 tháng 12 năm 2012 | 2013 嘉義跨年晚會 全嘉藝起來          | Thành phố Gia Nghĩa         |
| Ngày 31 tháng 12 năm 2012 | 2013新北市歡樂耶誕城 樂夜耶誕演唱會   | Đài Bắc 市民廣場            |
| Ngày 31 tháng 12 năm 2012 | 2014台北最high新年城跨年晚會          | 市民廣場 (Đài Bắc)          |
| Ngày 31 tháng 12 năm 2012 | 2014新竹縣跨年晚會 迎向光明新竹動起來 | Thành phố Tân Trúc 政府廣場 |

## Giải thưởng và đề cử
| Năm  | Giải thưởng               | Hạng mục                    | Người nhận giải | Kết quả   |
| ---- | ------------------------- | --------------------------- | --------------- | --------- |
| 2011 | YAHOO Most Searched Award | Nhóm nhạc nữ nổi tiếng nhất | Dream Girls     | Đoạt giải |
| 2014 | 10th Hito Music Awards    | Nhóm nhạc nổi tiếng nhất    | Dream Girls     | Đoạt giải |